# Jarrin Solomon
Jarrin Solomon (11 de janeiro  de 1986) é um velocista trinitino, campeão mundial e medalhista olímpico no revezamento 4x400 m. Conquistou o ouro mundial em Londres 2017 e o bronze olímpico nos Jogos de Londres 2012. Também integrou o 4x400 m campeão pan-americano em Toronto 2015.